# Dona Emma
Dona Emma là một đô thị thuộc bang Santa Catarina, Brasil. Đô thị này có diện tích 181,018 km², dân số năm 2007 là 3441 người, mật độ 17 người/km².